# Байгужа (Саратовская область)
Байгужа — хутор в Александрово-Гайском районе Саратовской области России. Входит в состав Новоалександровского муниципального образования.

## География
Хутор находится в юго-восточной части Саратовской области, в полупустынной зоне, в пределах Прикаспийской низменности, на расстоянии примерно 16 километров (по прямой) к юго-западу от села Александров Гай, административного центра района. Абсолютная высота — 19 метров над уровнем моря.

## Население
| 2002 | 2010 |
| ---- | ---- |
| 267  | ↘227 |

Гендерный состав
По данным Всероссийской переписи населения 2010 года в гендерной структуре населения мужчины составляли 50,2 %, женщины — соответственно 49,8 %.
Национальный состав
Согласно результатам переписи 2002 года, в национальной структуре населения казахи составляли 91 % из 267 чел.

## Инфраструктура
На хуторе функционирует фельдшерско-акушерский пункт.

## Улицы
Уличная сеть хутора состоит из четырёх улиц.